# HD145074
HD145074 — хімічно пекулярна зоря спектрального класу
A й має видиму зоряну величину в смузі V приблизно 10,5.